# Avenida Lecuna
Avenida Lecuna es el nombre que recibe una arteria vial localizada en el Municipio Libertador al oeste del Distrito Metropolitano de Caracas y al centro norte del país sudamericano de Venezuela. Debe su nombre a Vicente Lecuna un escritor, historiador y político venezolano que contribuyó a la conservación del  Archivo de Simón Bolívar y su casa natal en Caracas.

## Descripción

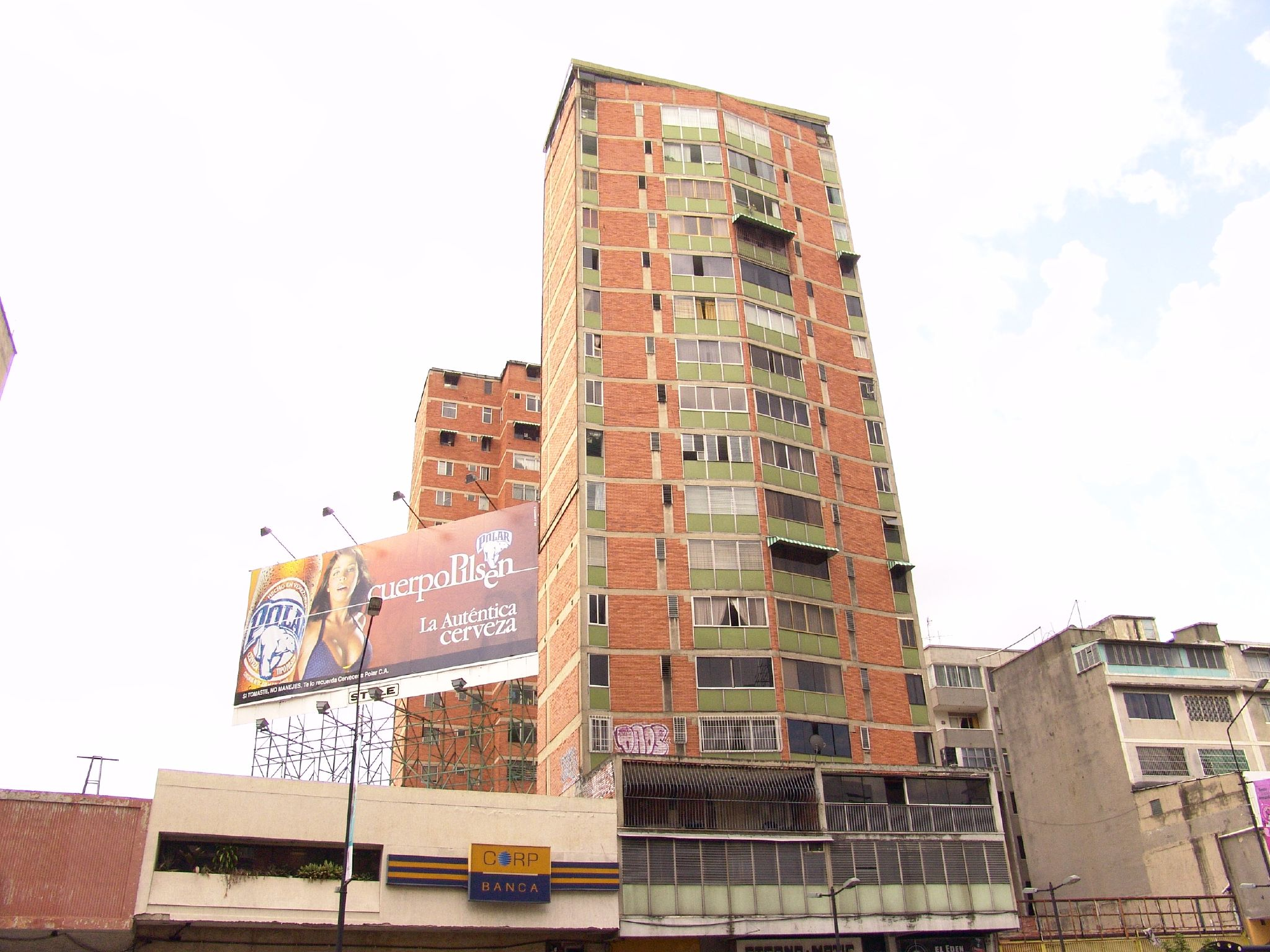
Vista de algunos edificios en la Avenida en 2007

Se trata de una vía que conecta la Avenida San Martín con el Paseo Colón, el Distribuidor del Jardín botánico (Autopista Francisco Fajardo) y la Avenida Bolívar. En su recorrido también se vincula con la Avenida Sur 17, Sur, Sur 13, Sur 11, Sur 9, Avenida Fuerzas Armadas, Avenida Baralt, entre otras. Recorre la ciudad en sentido oeste-este.
A lo largo de su recorrido o en sus alrededores es posible localizar el Edificio Mohedano, el Hotel El Limón, el Centro Residencial El Conde, el edificio El Tejar, el Edificio Tajamar, la estación Parque Central del Metrocable de Caracas, el edificio Catuche, el Edificio Caroata, el Parque José María Vargas, el Edificio Junín, el Nuevo Circo de Caracas, el Desarrollo Habitacional Nuevo Circo, la estación del Metro de Caracas Nuevo Circo, el Cuartel Central de Bomberos Victoriano Jordán, el terminal de Nuevo Circo, el Teatro Nacional, la estación Teatros del Metro de Caracas, el Centro Ejecutivo Miranda, el Hotel El Arroyo, el edificio Banvenez, la Plaza Miranda, y el Edificio Paramoconi, por citar algunos.